# Ana Luísa Escorel
Ana Luísa Escorel (São Paulo, 1944) é uma designer, editora e escritora brasileira.
Com Anel de vidro (2013) tornou-se, em 2014, a primeira mulher no Brasil, a ganhar o Prêmio São Paulo de Literatura.

## Biografia
Nascida Ana Luísa de Mello e Souza, em 1944, na cidade de São Paulo, é a primeira filha do casal Antonio Candido e Gilda de Mello e Souza. É irmã de Laura de Mello e Souza e Marina de Mello e Souza.
É casada com o cinesta Eduardo Escorel, juntos tem duas filhas: Clarisse Escorel de Moraes e Laura Escorel de Moraes.

### Carreira no design

Cartaz do filme "ABC da Greve", de Leon Hirszman, produzido em 1979 e lançado em 1990. A arte foi criada por Ana Luísa Escorel.

Formou-se na Escola Superior de Desenho Industrial da Universidade do Estado do Rio de Janeiro, em 1968. Pertenceu à primeira geração formada pela instituição, tendo convivido com Aloisio Magalhães, Frederico Morais, Zuenir Ventura, entre outros.
Seu trabalho desenvolvido durante a graduação, a Brochura Brasileira: Objeto sem Projeto, foi publicado pela José Olympio Editora em 1974. A obra é uma reflexão sobre a falta de cuidado com o projeto gráfico nos livros brasileiros do período, e aponta ainda a diferença de tratamento dada ao miolo e à capa. Ana Luisa inaugura uma longa trajetória de trabalho em torno do livro, seja como designer, editora ou escritora.
Iniciou sua carreira como estagiária no escritório de Aloísio Magalhães, logo depois de formada. Em 1970 é convidada para assumir a cadeira de projeto gráfico, na Escola de Desenho EINA, em Barcelona. Entre 1978 e 1982 lecionou projeto gráfico no curso de design da Pontifícia Universidade Católica do Rio de Janeiro.
Em 1980, fundou a A3 Programação Visual com Evelyn Grumach e Heloisa Faria, essa foi a primeira empresa de design constituída exclusivamente por mulheres no Brasil, onde permanece até 1996. Neste período, desenvolve identidade visual para uma série de empreendimentos comerciais, como o restaurante La Mole e os postos de conveniência da Shell. O foco de seus projetos, no entanto, se concentra no setor cultural, em especial cinema, teatro e livros.
É deste período o projeto para a exposição Drummond, Alguma Poesia (1990), no Centro Cultural do Banco do Brasil do Rio de Janeiro (CCBB-RJ), que tem características marcantes do trabalho de Ana Luisa, como a simplicidade do desenho, resultante de uma busca constante por apuro formal, e a construção de discursos nos quais palavra e imagem se apoiam e tendem a ser tratadas com o mesmo peso.
De 1996 a 2002, a designer integra a diretoria da Associação de Designers Gráficos (ADG) como membro do Conselho Consultivo.
Em 1997 fundou a 19 Design, novamente com Heloisa Faria, onde permaneceu até 2003, concentrando-se cada vez mais no setor cultural, em especial no design editorial. É desse período a capa do livro Lado B (2001), do jornalista Sérgio Augusto, na qual podemos perceber a economia de elementos gráficos, o domínio da técnica e o uso apurado da cor, que caracterizam o design de Ana Luisa. Por esse trabalho recebeu o Prêmio da ADG.
De 1997 a 2003, escreve regularmente para jornais e revistas sobre o campo do design no Brasil. Escreveu, nesse contexto, a obra O Efeito Multiplicador do Design (1999), com o qual obtém o primeiro lugar na categoria Ensaio, do Prêmio Museu da Casa Brasileira. O livro reúne ensaios que apresentam a indignação da autora com o pouco caso com que a atividade de desenhista gráfico e seus profissionais são tratadas no Brasil, buscando indicar rumos possíveis para a profissão.
Nesse mesmo momento tem trabalhos publicados em diversos países, nomeadamente Estados Unidos da América, Alemanha, Itália, França, Portugal, República Tcheca e Japão.
Em 2004 funda, com sua filha, Laura Escorel (1975), a Ouro sobre Azul Design e Editora, incorporando a edição de livros às suas atividades como desenhista gráfica. Com foco na reedição da obra completa do crítico literário Antonio Candido revista pelo autor, reúne títulos que se encontram dispersos por várias editoras ou fora de catálogo.
Em 2016 recebeu o 1º lugar do Prêmio Jabuti, na categoria Projeto Gráfico, com o Livro dos Ex-Libris (2016), organizado por Alberto da Costa e Silva e Anselmo Maciel.

### Carreira literária
Sua primeira experiência literária, deu-se em 2010, com a obra O Pai, a Mãe e a Filha. Trata-se de um texto memorialista em que trata de sua infância em São Paulo, nas décadas de 40 e 50. A obra revoluciona ao ser um texto autobiográfico escrito em terceira pessoa, mesclando e misturando as vozes da menina personagem principal do livro, com a autora.
Com o livro seguinte, o romance Anel de Vidro (2013), torna-se a primeira mulher a ganhar o Prêmio São Paulo de Literatura.
É colunista na Revista Piauí.

## Obras
- 1972 - Brochura Brasileira: objeto sem projeto, Editora José Olympio
- 1999 - O Efeito multiplicador do design, Editora SENAC São Paulo
- 2010 - O pai, mãe e a filha, Editora Ouro sobre Azul
- 2013 - Anel de vidro, Editora Ouro sobre Azul
- 2016 - De tudo um pouco, Editora Ouro sobre Azul
- 2019 - Dona Josefa, Editora Ouro sobre Azul
- 2020 - A formação de Antonio Candido, uma biografia ilustrada, Editora Ouro sobre Azul
- 2022 - O fastio do diabo, Editora Ouro sobre Azul.[6]